# Докторът (сериал)
 Тази статия е за филма.  За сериала вижте Докторът (филм).  
„Докторът“ (на английски: Doc) е американски драматичен сериал с участието на Били Рей Сайръс в ролята на Клинт „Док“ Касиди – доктор от Монтана, който започва работа в клиника в Ню Йорк. Излъчването му е от 2001 до 2004 г. по PAX.

## „Докторът“ в България
В България сериалът започва излъчване на 9 април 2006 г. по Нова телевизия, всяка събота и неделя от 10:00. Първи сезон завършва на 24 юни. Втори сезон започва на 25 юни и приключва на 9 септември. Трети сезон започва на 14 април 2007 г., всяка събота от 11:00 и завършва на 8 септември. Първите три сезона са повторени между май и август 2008 г. с разписание всеки делничен ден от 10:00. Четвърти сезон започва на 5 януари 2009 г. и приключва на 3 февруари. На 29 юли 2010 г. четвърти сезон започва повторно излъчване с разписание от сряда до събота от 01:45, а от 18 август от 02:00 и завършва на 4 септември. Ролите се озвучават от артистите Таня Димитрова, Даниела Йорданова, Борис Чернев, Станислав Димитров и Стефан Сърчаджиев-Съра.